# Mont-Albert
Pour les articles homonymes, voir Albert.
Cet article concerne le territoire non organisé. Pour la montagne du Québec, voir Mont Albert. Pour la montagne de Caroline du Nord, voir Mont Albert (Caroline du Nord).
Mont-Albert est un territoire non organisé situé dans la municipalité régionale de comté de La Haute-Gaspésie, dans la région administrative de la Gaspésie–Îles-de-la-Madeleine, au Québec.

## Toponymie
Le territoire est nommé en l'honneur du mont Albert.

## Géographie
La superficie totale de Mont-Albert est de 3 490 km2. Le relief du territoire est caractérisé par le massif des Chic-Chocs, une composante des Appalaches où l'altitude peut souvent dépasser les 1000 mètres. On y retrouve certains des plus hauts sommets du Québec dont le mont Jacques-Cartier (2e).
Une partie importante du territoire fait l'objet d'une protection ou d'une gestion faunique. Mont-Albert comprend une partie du parc national de la Gaspésie, les réserves fauniques des Chic-Chocs et de la Rivière-Sainte-Anne, ainsi que les zones d'exploitation contrôlée de la Rivière-Madeleine, de la Rivière-Bonaventure et de la Petite-Cascapédia
Mont-Albert comprend également un village et plusieurs lieux-dits, sites d'anciens villages fondés sous l'impulsion de plans de colonisation (plan Gordon, plan Vautrin) lors de la Grande Dépression et fermés sur recommandation du Bureau d'aménagement de l'Est du Québec au début des années 1970.
Cap-Seize est un village compris dans le territoire non organisé, situé à 14 kilomètres au sud de Sainte-Anne-des-Monts, il s'agit de la seule localité habitée de façon permanente du territoire. Un camp forestier y est installé en 1940, et un bureau de poste y est en activité de 1946 à 1969.
Le TNO compte aussi les lieux-dits Saint-Octave-de-l'Avenir, Saint-Bernard-des-Lacs, Saint-Joseph-des-Monts, anciens villages ou hameaux dont la population a été relocalisée entre 1969 et 1972.
Les rivières Sainte-Anne, Madeleine, de Mont-Louis, de Mont-Saint-Pierre, Dartmouth, York, Bonaventure Ouest, Petite rivière Cascapédia Est, Petite rivière Cascapédia Ouest traverse son territoire, y conflue ou, pour la plupart, y ont leur crénon.

## Démographie
Lors du recensement du Canada de 2016, ce territoire non organisé comptait 179 habitants, soit 12 % de moins que lors du recensement précédent.
| 1991 | 1996 | 2001 | 2006 | 2011 | 2016 | 2021 |
| ---- | ---- | ---- | ---- | ---- | ---- | ---- |
| 227  | 207  | 222  | 218  | 204  | 179  | 167  |

Le recensement de 2011 dévoilait les renseignements démographiques suivants :
- Population totale (2011) : 200
  - 0-14 ans : 20 hab.
  - 15-24 ans : 30 hab.
  - 25-44 ans : 55 hab.
  - 45-64 ans : 80 hab.
  - 65 ans et plus : 25 hab.
- Âge médian : 44,4
- 100 % des habitants ont le français pour langue maternelle.

## Transports

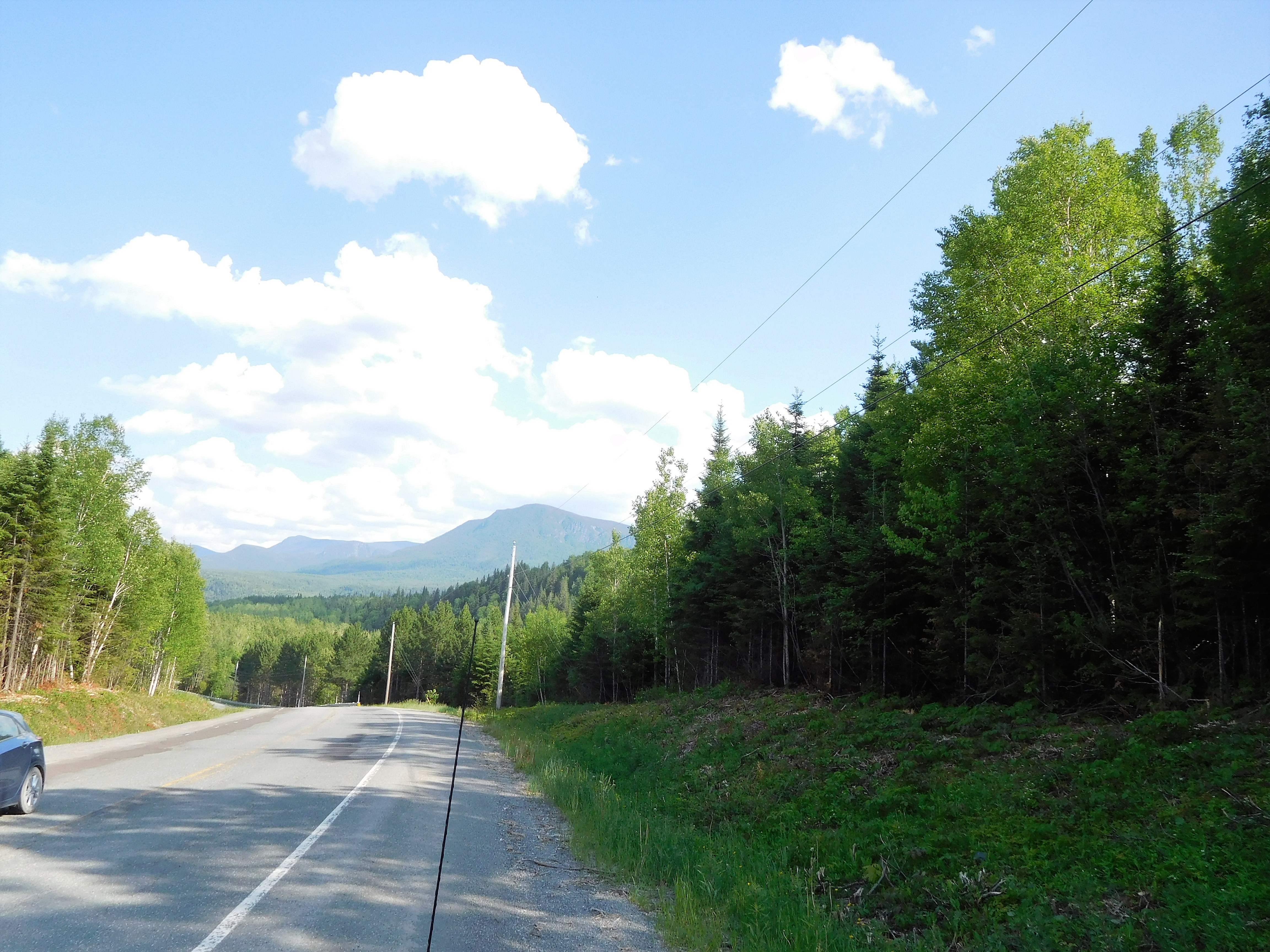
La route 299 près de Cap-Seize.

La région est traversée par la route 299, un lien routier reliant Sainte-Anne-des-Monts à New Richmond.
Plusieurs sentiers pédestres traversent le territoire dont le sentier international des Appalaches.

## Attraits
- Parc national de la Gaspésie
- Réserve faunique des Chic-Chocs

## Galerie photos

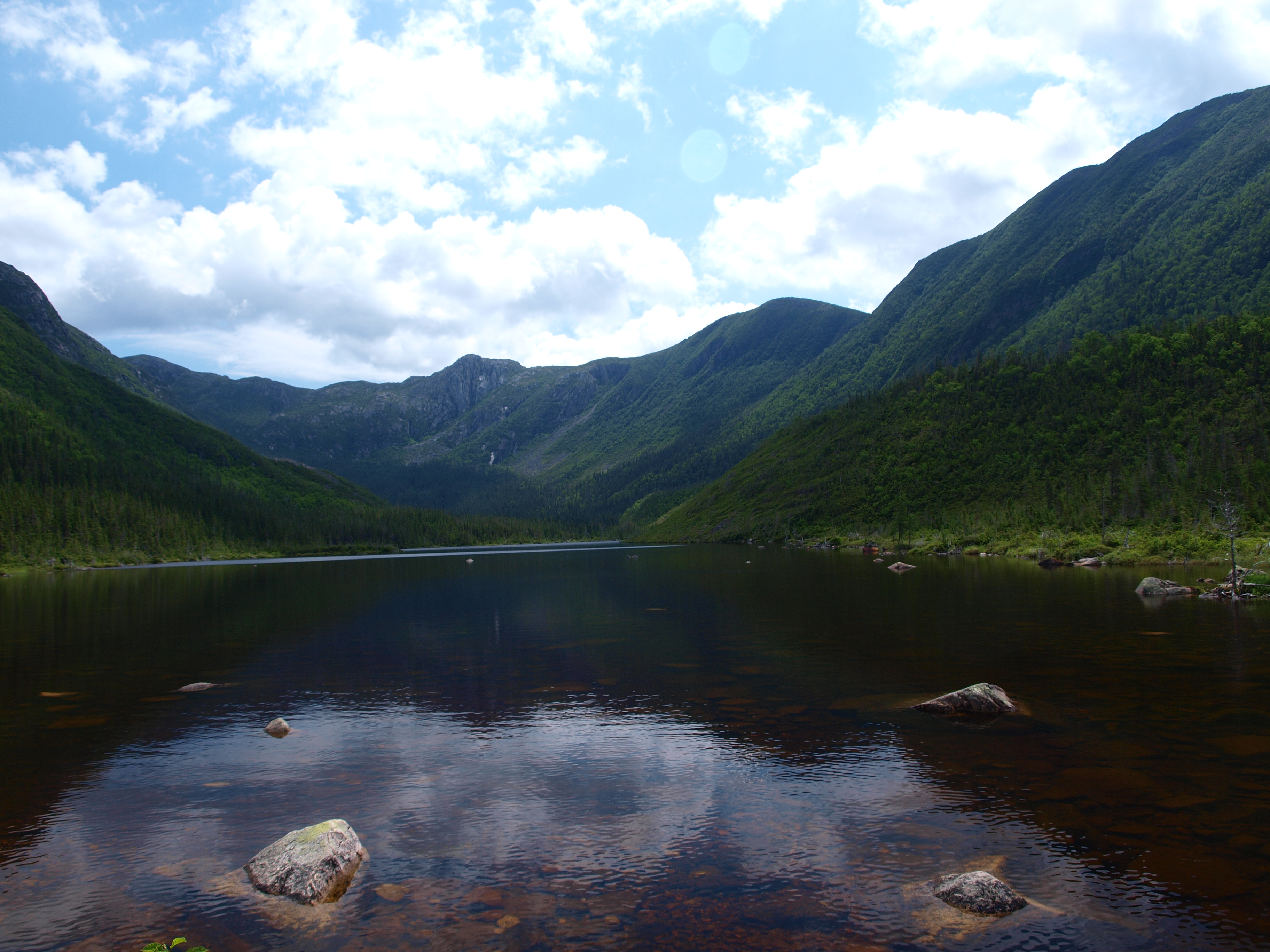
Lac aux Américains.
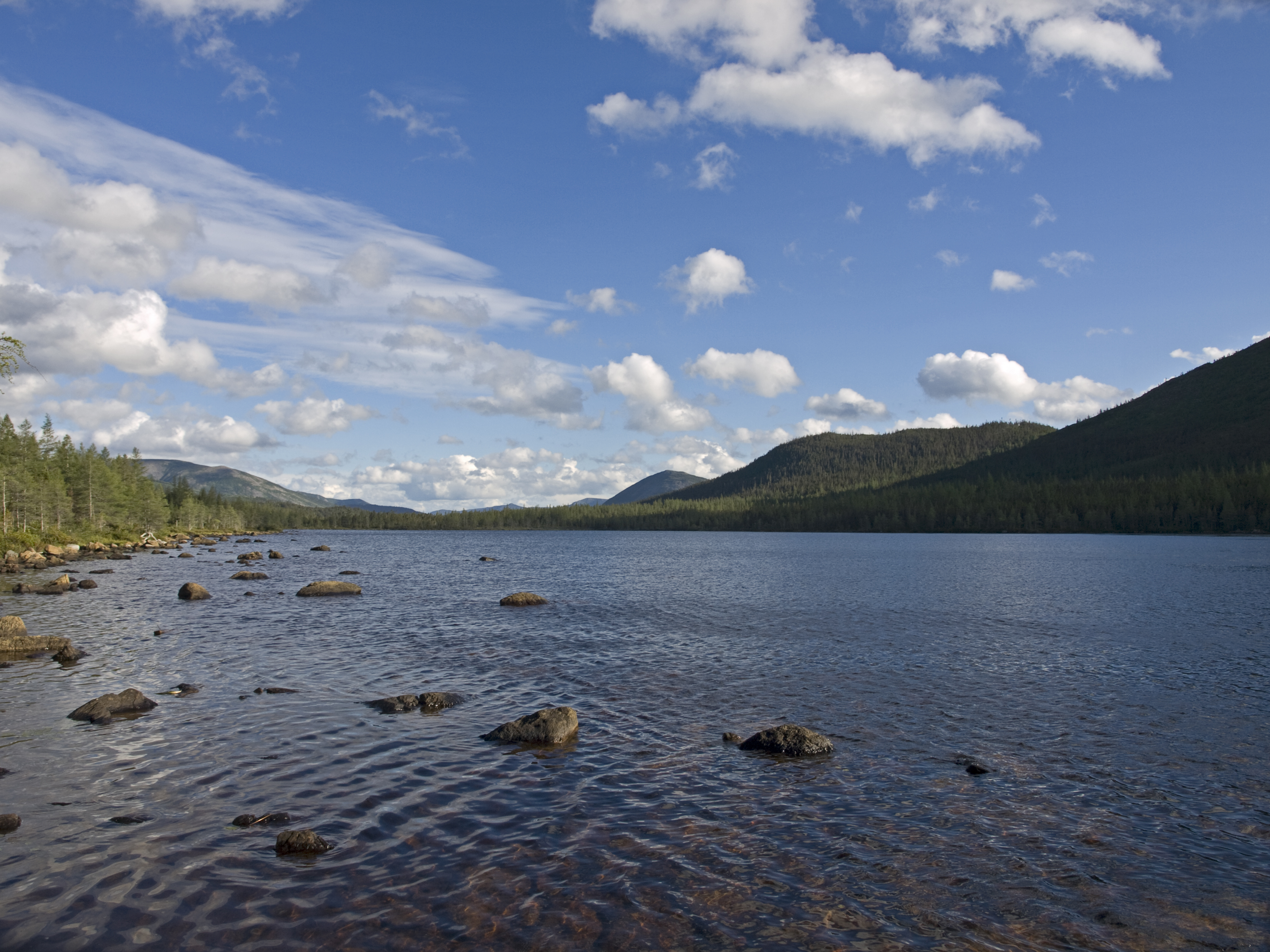
Lac du Diable.
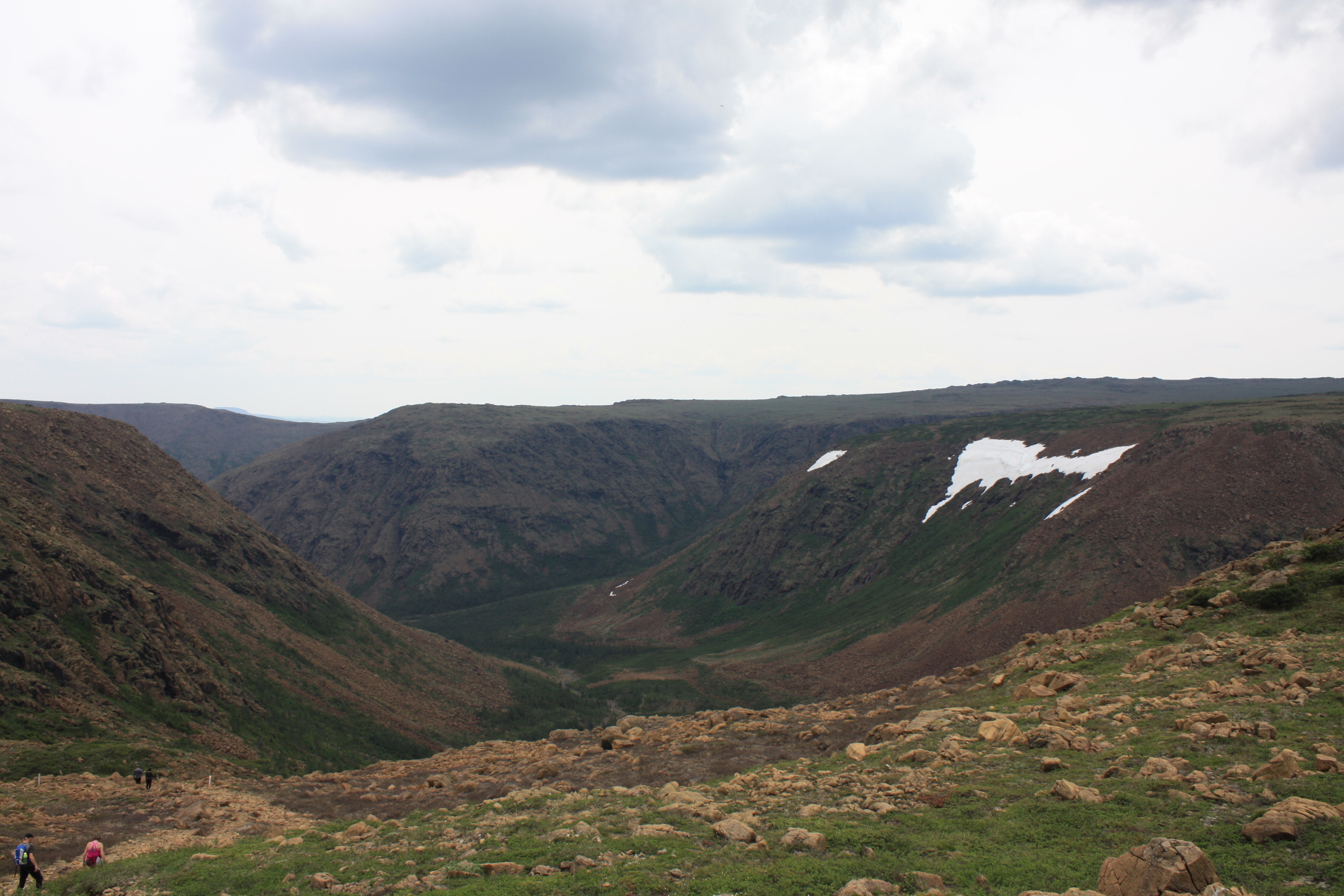
Grande Cuve du mont Albert.
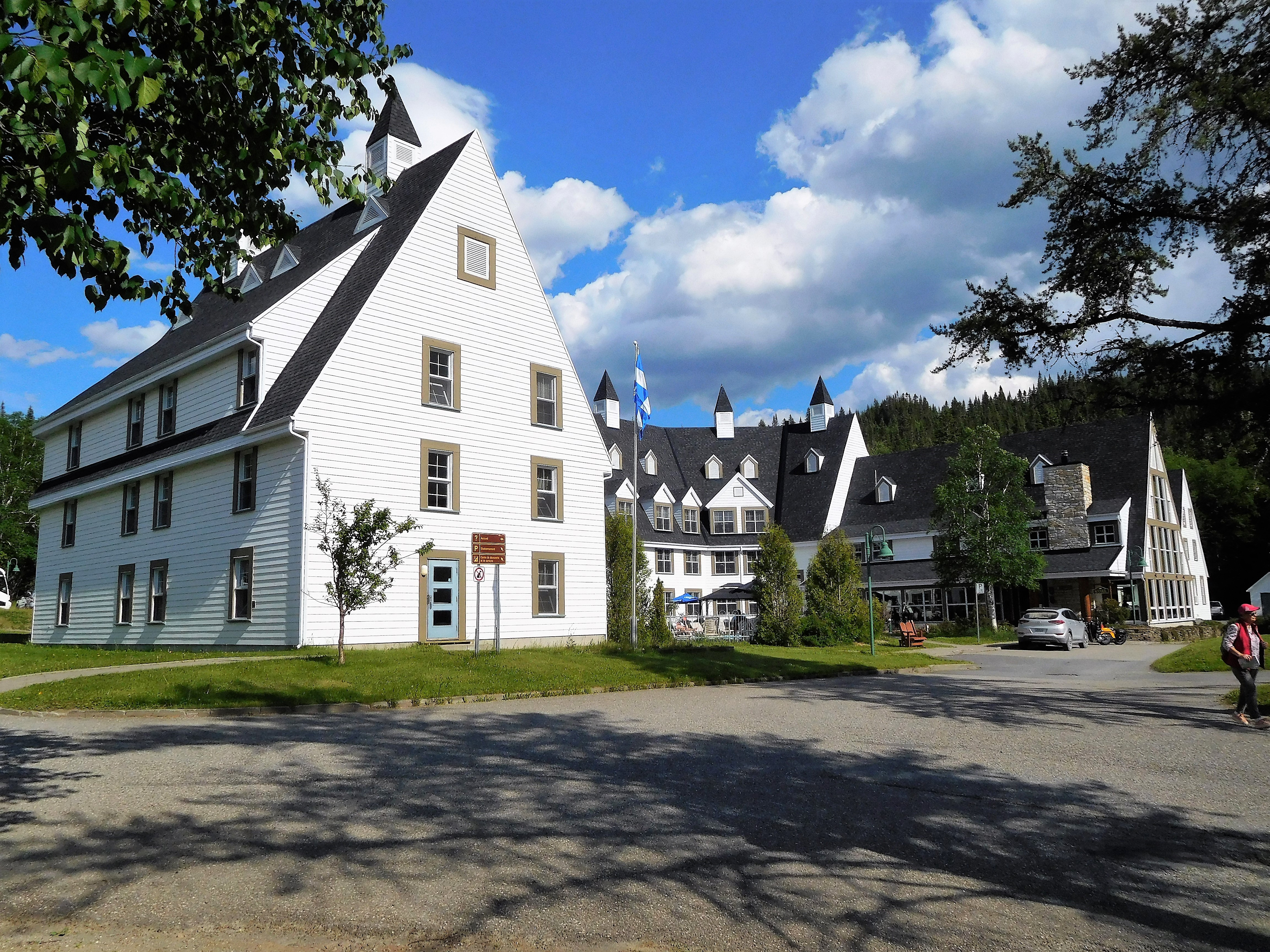
Gîte du Mont-Albert dans le parc national de la Gaspésie.
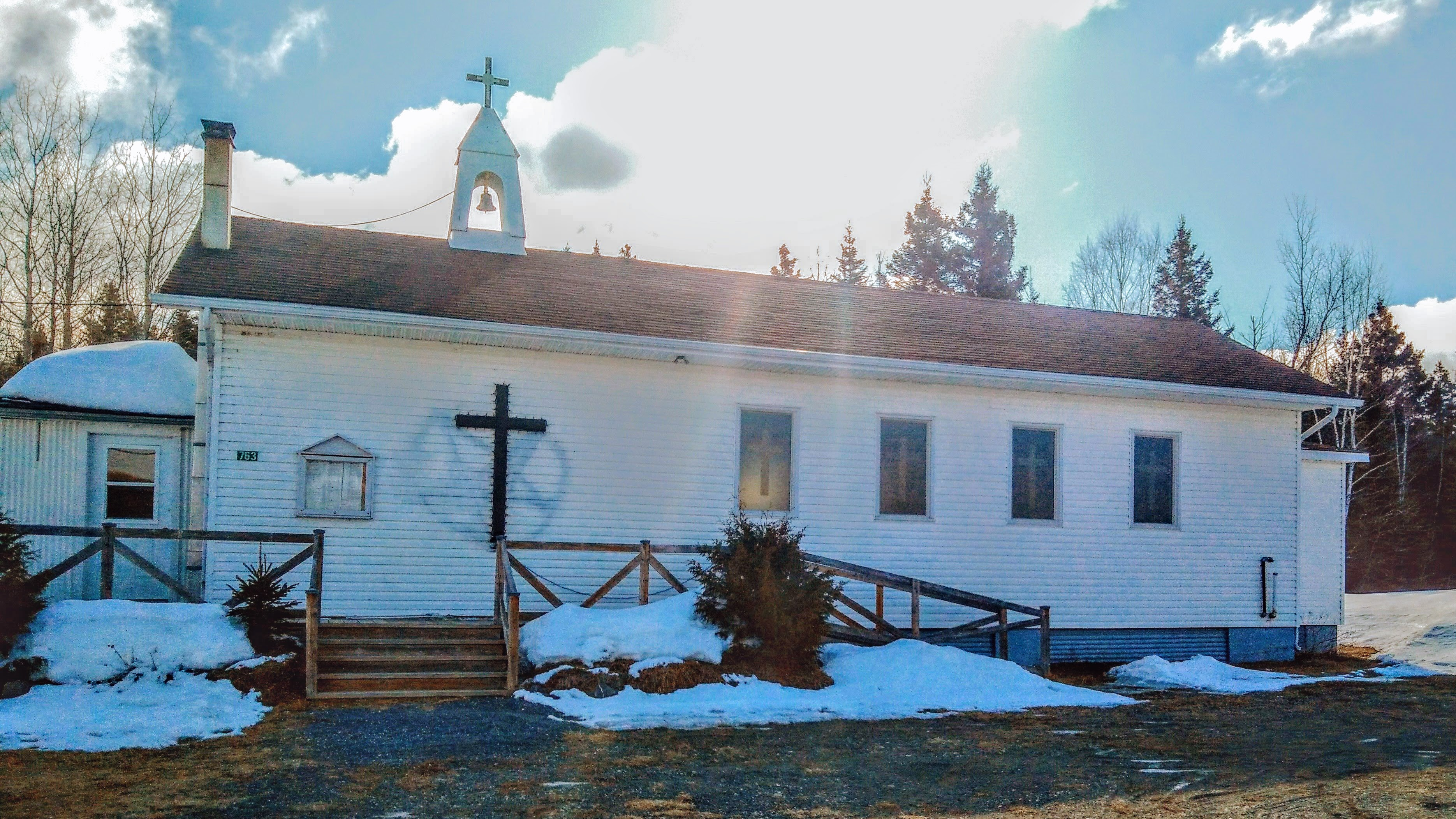
Chapelle Saint-Bernard-des-Lacs à Cap-Seize.